# Droga wojewódzka 964
Die Droga wojewódzka 964 (DW 964) ist eine 104 Kilometer lange Droga wojewódzka (Woiwodschaftsstraße) in der polnischen Woiwodschaft Kleinpolen, die Fornale mit Biskupice Radłowskie verbindet. Die Strecke liegt im Powiat Limanowski, im Powiat Myślenicki, im Powiat Wielicki, im Powiat Bocheński, im Powiat Brzeski (Brzesko) und im Powiat Tarnowski.

## Streckenverlauf
Woiwodschaft Kleinpolen, Powiat Limanowski
-  Fornale (DK 28)
- Kasina Wielka

Woiwodschaft Kleinpolen, Powiat Myślenicki
- Wierzbanowa
- Wiśniowa
- Poznachowice Dolne
- Czasław
-  Dobczyce (DW 967)
- Dziekanowice
- Rudnik
- Jankówka

Woiwodschaft Kleinpolen, Powiat Wielicki
- Koźmice Małe
- Pawlikowice
- Rożnowa
-  Wieliczka (Groß Salze) (A 4, DK 94, DW 966)
- Zabawa
- Mała Wieś
- Sułków
- Ochmanów
- Zakrzów
- Podłęże
-  Niepołomice (Niepolomitz) (DK 75)
- Wola Batorska
- Zabierzów Bocheński
- Wola Zabierzowska

Woiwodschaft Kleinpolen, Powiat Bocheński
-  Ispina (DW 775)
-  Świniary (DW 965)
- Niedary

Woiwodschaft Kleinpolen, Powiat Brzeski
- Uście Solne
- Strzelce Małe
-  Szczurowa (DW 768)
- Rylowa
- Borzęcin Dolny

Woiwodschaft Kleinpolen, Powiat Tarnowski
- Wał-Ruda
- Zabawa
-  Biskupice Radłowskie (DW 975)